# Краюв (Мазовецьке воєводство)
Краюв (пол. Krajów) — село в Польщі, у гміні Пшисуха Пшисуського повіту Мазовецького воєводства.
Населення — 180 осіб (2011).
У 1975-1998 роках село належало до Радомського воєводства.

## Демографія
Демографічна структура станом на 31 березня 2011 року:
|          | Загалом | Допрацездатний вік | Працездатний вік | Постпрацездатний вік |
| -------- | ------- | ------------------ | ---------------- | -------------------- |
| Чоловіки | 100     | 29                 | 59               | 12                   |
| Жінки    | 80      | 12                 | 46               | 22                   |
| Разом    | 180     | 41                 | 105              | 34                   |